# 侯家岗乡
侯家岗乡，是中华人民共和国江西省上饶市鄱阳县下辖的一个乡镇级行政单位。

## 行政区划
侯家岗乡下辖以下地区：
新岗村、太平坦村、永丰村、塘西村、高沙村、茶塘村、寺前村、大溪村、船湾村、狮子门村、畈上村、新村、侯岗村、陈岭村、大塘村、炉下村、横河村和共大社区。